# Завадих
Завадих (азерб. Zavadıx), Цоватех (вірм. Ծովատեղ)  — село у Ходжавендському районі Азербайджану. Село розташоване за 24 км на південний захід від міста Ходжавенд (Мартуні), поруч з селами Херхан, Гергер, Карагундж та Колхозашен.

## Пам'ятки
В селі розташована церква Сурб Аствацацін 17 ст., хачкар 12-13 ст., церква «Кармір єхці» 17 ст. та палац 18 ст.